# Badbergen
Badbergen là một đô thị của huyện Osnabrück, bang Niedersachsen, Đức. Đô thị này có diện tích 79,11 km². Badbergen nằm bên Hase.